# 12月26日 (旧暦)
旧暦12月26日は旧暦12月の26日目である。六曜は先勝である。

## できごと
- 延長5年（ユリウス暦928年1月21日） - 右大臣・藤原忠平が延喜式を奏進
- 天慶2年（ユリウス暦940年2月6日） - 藤原純友の乱（承平天慶の乱）
- 平治元年（ユリウス暦1160年2月5日） - 平治の乱が終結。平教盛・頼盛・清盛が源義朝・藤原信頼に勝利
- 文永2年（ユリウス暦1266年2月2日） - 藤原為家らが『続古今和歌集』を撰進
- 寛政12年（グレゴリオ暦1801年2月9日） - 伊能忠敬が蝦夷南東海岸と奥州街道の略測図を幕府に上呈。日本初の実測地図
- 明治4年（グレゴリオ暦1872年2月4日） - 司法省内に日本初の裁判所・東京裁判所を設置

## 誕生日
- 天文11年（ユリウス暦1543年1月31日） - 徳川家康、江戸幕府初代将軍（+ 1616年[1]）
- 天保6年（グレゴリオ暦1836年2月12日） - 五代友厚、薩摩藩士・実業家（+ 1885年）
- 天保14年（グレゴリオ暦1844年2月14日） - 片岡健吉、政治家（+ 1903年）
- 文久2年（グレゴリオ暦1863年2月14日） - 岡倉天心、美術評論家、教育家（+ 1913年）
- 元治元年（グレゴリオ暦1865年1月23日） - 山路愛山、評論家・歴史家（+ 1917年）

## 忌日
- 神龍元年（ユリウス暦706年1月15日） - 武則天（則天武后）、唐の3代皇帝高宗の后・周（武周）の皇帝（* 624年）